# وليام ماك هنري
وليام ماك هنري (بالإنجليزية: William McHenry)‏ (و. 1771 – 1835 م) هو سياسي أمريكي.